# Хапкикван
Хапкикван (односно Hapkikwan, од кор. hap — хармонија, ki — снага, унутрашња енергија, и kwan — школа) је борилачка вештина, а заправо школа корејског хапкидоа, коју је 1994. године основао проф. др Борис Кривокапић.

## Настанак и развој
Хапкикван је настао из корејског хапкидоа, и међународно је признат као један од његових стилова (школа) са велемајстором Кривокапићем на челу.
Ближе гледајући основа хапкиквана су Мулимвон Хапкидо (Moo Lim Won Hapkido) који је Борис Кривокапић вежбао у Кореји 1994, као лични ученик оснивача те школе Чои Санг Хеума (Choi Sang Heum) и Хошинкидо Хапкидо (Hoshinkido Hapkido) у коме под велемајстором Сержом Бобилем (Serge Baubil, 10. дан) има 9. дан. Обе школе су проистекле из једне од најстаријих, најчвршћих и најдиректнијих школа хапкидоа — Бамму Хапкидоа (Bum Moo Hapkido) коју је 1968. године развио Ким Јун Сик (Kim Yun Sik). Борис Кривокапић је и велемајстор хапкидоа 9. дан Европске Хапкидо уније (European Hapkido Union) као и цертификовани велемајстор хапкидоа 8. дан од стране Светске хапкидо уније (World Hapkido Union) и 7. дан Корејске хапкидо федерације (Korea Hapkido Federation) која је најстарија и највећа корејска и светска хапкидо федерација.  Носилац је мајсторских звања и у оквиру Корејске хапкидо асоциације (Hanmijok Hapkido Association), Корејске Му Му Кван Хапкидо Асоциације (Korea Moo Moo Kwan Hapkido Association) итд.
Полазећи од те основе, а имајући већ тада иза себе више од 20 година вежбања разних борилачких система  (џудо, џијуџицу, карате, теквондо), Борис Кривокапић је 1994. створио хапкикван, као вештину прилагођену савременом човеку.
Смањио је број техника (традиционални хапкидо инсистира на десетинама начина одбране од истог напада и око 4.000 техника, што је превише за обичног вежбача), избацио нека за градског човека егзотична оружја (копље, хелебарда, лепеза и др.) а са друге стране додао је одређене комплементарне технике из других борилачких вештина које је претходно вежбао, као и разне технике, тактике и методе вежбања које је сам развио, увео 6 врста спаринга (традиционални хапкидо нема слободан спаринг), нека нова оружја (пиштољ, свакодневни предмети, козачка сабља — шашка, козачки корбач - нагајка итд.) и др.
У наредним годинама хапкикван се стално усавршавао, све док није добио садашњи облик.

## Оснивач
Проф. др Борис Кривокапић рођен је у Београду 16. новембра 1958. Академик је, редовни професор универзитета (у Србији и Русији) и истакнути међународни стручњак за Међународно јавно право и Људска права.
Борилачким вештинама бави се од 1974. године. Од 1974. до 1983. вежбао је јапанске (џудо, џу-џицу, карате), а од 1983. посветио се у потпуности корејским борилачким системима. Поред осталог, у теквондоу је био по 5 пута првак Југославије и Србије у формама и вице првак државе у борбама (тадашња категорија — 83 кг). Био је 5 пута (1994, 2009—2012) у Јужој Кореји где је учио од врхунских корејских велемастора. Први пут је био пуна 2 месеца, а касније по недељу и више дана.
Велемајстор је хапкиквана 10. дан - сертификован од стране Светске уније борилачких вештина (World Martial Arts Union, Korea), Међународне Хошинкидо Хапкидо Федерације (International Hoshinkido Hapkido Federation,  Canada - Korea), Светске Мусуклван Хапкидо Federacije (World Moosul Kwan Hapkido Federation, USA) итд. и хапкидоа 9. дан - серттификован од Међународне Хошинкидо Хапкидо Федерације, Европске Хапкидо Уније  и низа других међународних хапкидо федерација.
Има и високе мајсторске појасеве у другим борилачким вештинама (џуџицу, теквондо и др.). Члан је неколико клућа славних (у САД, Немачкој, Пакистану итд.). За изузетне разултате у борилачким вештинама добитник је низа међународних признања од федерација из Јужне Кореје, САД, Немачке, Француске, Италије, Хрватске, Индије, Непала, Пакистана, Узбекистана, Азербајџана, Костарике итд.
Тренутно (2020. г.) председник је Hapkikwan International, председник Српске Хапкидо Уније, потпредседник Европске Хапкидо Уније, члан Управног одбора Светске Уније Хапкидоа, члан Саветодавног одбода Светска Хапкидо Уније и званични представник низа међународних хапкидо федерација за Балкан и Србију.

## Технике и принципи
Хапкикван је свеобухватна борилачка вештина у оквиру које се, по строго утврђеном програму, вежбају:
- вежбе дисања (за развој животне енергије, једна врста јоге);
- вежбе истезања и снаге;
- све врсте удараца рукама и ногама (укључујући и двоструке и троструке ударце у скоку);
- напади на виталне (акупресурне) тачке;,
- бацања условно речено Џудо и Аикидо типа;
- полуге на рукама, ногама и врату; гушења;
- одбрана од свега тога;
- борба у партеру (гушења, полуге на рукама, полугње на ногама, контре, захвати држања);
- одбрана од разних оружја: нож, штап, палица, пиштољ и др.;
- коришћење оружја: нож; мини, кратки, средњи и дуги штап; нунчаку; конопац; сабља; плочица; пиштољ; и др.,
- коришћење свакодневних предмета за одбрану: кишобран, оловка, торба, кајш, камење итд.

Посебна пажња ставља се на ефикасност и реалност техника и њихову примењивост у пракси.

## Смисао вежбања
Смисао вежбања су овладавање супериорном вештином самоодбране и складан духовни и физички развој, а не спортска борба.
За полагање за више појасеве (4.1 куш, 1—4 дан) ради се чак 6 врста слободне борбе (спаринг) по другачијим правилима и са заштитном опремом, тако да нема повреда.
Спаринг служи усавршавању технике (посебно стицању навике повезивања техника), развоју тактике, осећаја за борбу, навикавању на рад под психичким оптерећењем и друго, а не спортском надметању. Ни други елементи се не вежбају ради такмичења.
И поред тога, постоји и такмичарска екипа која повремено учествује на првенствима у хапкидоу и дугим такмичењима. Поред осталог, такмичари хапкикван екипе су на Првом отвореном првенству Хрватске у хапкидоу (Загреб, 28. фебруар 2010. у конкуренцији 16 екипа из 6 држава освојили мноштво златних и других медаља и заузели 2. екипно место у генералном пласману. На International Combat Union Boot Camp-у (такмичење у борбеном фитнесу, Београд, 19. март 2011) освојили су екипно 1. место, исто као и на Првом српском комбат фитнес кампу (Београд, 6. новембар 2011). Па ипак, и када се вежбачи хапкиквана појављују на разним спортским надметањима, по разним правилима, није императив освајање првог места. Такмичење се не схвата као сврха вежбања већ као вид ситуационог тренинга у којем се ради под притиском, као прилика да се види, проба и доживи нешто ново и тако рашире видици и стекну нова искуства.
Хапкиван је створен пре свега за професионалце — командосе (припаднике специјалних јединица), телохранитеље, полицајце, раднике служби обезбеђења и слично.
Ипак, у нешто другачијем облику, вештина је прилагођена свим узрастима, сем што је најбоље да деца почну да се баве њом тек од 10 године живота. Ово зато што захтева концентрацију коју мања деца обично немају.

## Ко може да се бави хапкикваном
Пошто почива на техници и умешности, а не снази, одличне резултате постижу девојке. Заправо оне ничим не уступају мушкарцима.
Такође, пошто није спорт, хапкидоом се могу бавити и старија лица, без обзира на године, под јединим условом да су здрави. Као и за децу, за њих постоји нешто другачији програм, примерен узрасту.

## Међународно признање
Хапкикван и Борис Кривокапић као његов оснивач и велемајстор 10. дан признати су од стране Хапкидо и других међународних борилачких савеза из око 50 земаља, са свих континената.
Поред осталог, званично су признати од стране: International Hoshinkido Hapkido Federation, European Hapkido Union, World Hapkido Union, World Union Hapkido, World Moosul Kwan Association, World Hapkido Alliance, American Jae Mu Kwan Hapkido Association, World Black Belt Brotherhood Elite, United Sokeship Alliance, итд.
Од посебног значаја је чињеница да је Хапкикван 2009. признат и примљен у пуноправно чланство Светске уније борилачких вештина (World Martial Arts Union - WoMAU) из Јужне Кореје, која ради под патронатом корејске владе и као партнер Унеско. Тиме је хапкикван постао део породице светски признатих вештина, раме уз раме са корејским текјоном, теквондоом и др; јапанским каратеом и јаи доом; кинеским кунг фуом и таичи чуаном; руским самбом; француским саватеом; бразилском капоером, виетводаоом, тајландским боксом, монголским рвањем, пенћак силатом итд.
У граду Чунђу у Јужној Кореји налази се велики Светски музеј борилачких вештина. Он функционише у сарадњи са Светском унијом борилачких вештина, локалним универзитетом и Светском текјон федерацијом, а уз финансијску и другу помоћ корејске владе и управе града на челу са градоначелником. Међу светски признатим вештинама на зидовима музеја уклесан је и хапкикван, заједно са заставом Србије.

## Појасеви у хапкиквану
Као и увећини других борилачких вештина, и у Хапкиквану постоје ученички („"обојени”) и црни појасеви. Заправо, постоје рангови, с тим да се (уважавајући крејску традицију) ученички појасеви зову „Куп”, а црни „Дан”.
Ученичких појасева је укупно десет: 10. — 1. куп. Постоје по два (нижи и виши) жута, зелена, плава, црвена и браон појаса. Црних појасева је исто десет: 1—10 дан, с тим да је 10. дан само један, тезервисан за Оснивача вештине односно када њега више не буде, за његовог наследника.
Сваки појас има свој посебан програм који садржи прецизно утврђене захтеве, односно научене одбране и друге технике. Просечном почетнику потребно је 5—6 година редовног тренинга да би полагао за први црни појас.

## Галерија
- Борис Кривокапић, истовремено гушење и полуга на лакту (2009)
- Небојша Ђукић, 3. дан, прескаче пирамиду људи на три спрата (2009)
- Ирена Јовановић, 3. дан (2011)
- Марија Видовић, 3. дан (2019)
- Ђорђе Кривокапић, 3. дан (2020)